# Fusionopolis
Fusionopolis (chin. upr. 启汇城) kompleks instytucji naukowo badawczych mieszczący się w Singapurze skupiających w jednym miejscu firmy z branży zaawansowanych technologii, agencje rządowe oraz inne jednostki badawcze, a także zapewniające odpowiednią infrastrukturę umożliwiająca sprawne ich funkcjonowanie.
Umiejscowiony w pobliżu innych ośrodków zarówno naukowo-badawczych jak i edukacyjnych:
- INSEAD
- Narodowy Uniwersytet Singapuru
- Politechnika Singapurska
- Singapurski Park Naukowy
- Instytut Edukacji Technicznej
- Ministerstwo Edukacji

## Struktura

### Faza pierwsza
Na budynki fazy pierwszej składają się dwie wieże (Tower 1 o wysokości 24 pięter oraz Tower 2 o wysokości 22 pięter) o łącznej powierzchni 120 tys. m². Budynki powstały według projektu Kisho Kurakawy. Od połowy 2008 roku mieści się tam siedziba A*STAR

### Faza druga
Powstaje według projektu malezyjskiego architekta Ken Yeanga, docelowo mają się w nim mieścić biura, specjalistyczne laboratoria i inna infrastruktura na powierzchni ok. 100 tys. m². Faza druga Fusionopolis miała być gotowa w 2009 roku, lecz obecnie przewiduje się zakończenie prac najwcześniej w 2014 roku.